# Sylwester Janiszewski
Sylwester Janiszewski (* 24. Januar 1988 in Katowice) ist ein ehemaliger polnischer Radrennfahrer, der auf der Straße und Cyclocross aktiv war.

## Sportliche Laufbahn
Sylwester Janiszewski begann seine Karriere im Cyclocross, wo er bis zur U23 am Weltcup und an internationalen Meisterschaften teilnahm. In der Saison 2005/06 kam er bei den Junioren im Weltcup auf einen sechsten Platz in Pijnacker-Nootdorp, bei den Weltmeisterschaften wurde er Sachster. Ab 2008 wandte sich Janiszewski verstärkt dem Straßenradsport zu und wurde Mitglied beim polnischen Continental Team Legia. In seinem ersten Jahr dort gewann er das Eintagesrennen Otwarcie Sezonu Szosowego und er wurde Neunter bei der Militärweltmeisterschaft. Im nächsten Jahr belegte er dort den fünften Platz. 
Ab 2010 fuhr Janiszewski für das Team CCC Polsat Polkowice. 2012 wurde er Dritter im Straßenrennen der polnischen Meisterschaft. Im selben Jahr gewann er das Eintagesrennen Memoriał Henryka Łasaka. In einer Dopingprobe nach dem Rennen wurde er jedoch positiv auf das Steroid Androstendion getestet. Daraushin wurde er zunächst vom polnischen Radsportverband nur für ein Rennen gesperrt und mit einer Geldstrafe belegt. Der Sieg wurde ihm aberkannt, sein Sieg tags drauf beim Rennen Puchar Uzdrowisk Karpackich wurde indes anerkannt. Erst später erhielt er eine zweijährige Sperre bis Dezember 2014. Sein Dopingfall war der Anlass, dass der polnische Radsportverband 2013 ein strengeres Anti-Doping-Reglement erließ.
2015 kehrte Janiszewski mit dem Team Wibatech Fuji in den Radsport zurück. 2015 entschied er eine Etappe von Szlakiem Grodów Piastowskich und 2017 eine Etappe von Bałtyk-Karkonosze Tour für sich. 2018 gewann er beim Course de la Solidarité Olympique die Gesamt- und Punktewertung sowie zwei Etappen. Von 2019 bis 2020 fuhr er für das Voster ATS Team. Mit dem Grand Prix Doliny Baryczy migród 2019 und zwei Etappenerfolgen bei Belgrad-Banja Luka und beim Course de la Solidarité Olympique 2020 konnte er nochmals drei Siege seinem Palmarès hinzufügen.
Nach der Saison 2021 beendete Janiszewski im Alter von 33 Jahren seine Karriere als Radsportler.

## Erfolge
2015
- eine Etappe Szlakiem Grodów Piastowskich

2017
- eine Etappe Bałtyk-Karkonosze Tour

2018
- Gesamtwertung, zwei Etappen und Punktewertung Course de la Solidarité Olympique

2019
- Grand Prix Doliny Baryczy migród

2020
- eine Etappe Belgrade Banjaluka
- eine Etappe Course de la Solidarité Olympique